# Apodanthera sagittifolia
Apodanthera sagittifolia là một loài thực vật có hoa trong họ Cucurbitaceae. Loài này được (Griseb.) Mart.Crov. mô tả khoa học đầu tiên năm 1954.